# Odontamblyopus rebecca
Odontamblyopus rebecca és una espècie de peix de la família dels gòbids i de l'ordre dels perciformes.

## Morfologia
- Els mascles poden assolir 14,1 cm de longitud total.
- Nombre de vèrtebres: 30-31.[2]

## Hàbitat
És un peix de clima tropical i bentopelàgic.

## Distribució geogràfica
Es troba al Vietnam.

## Observacions
És inofensiu per als humans.